# Tetraz-grande

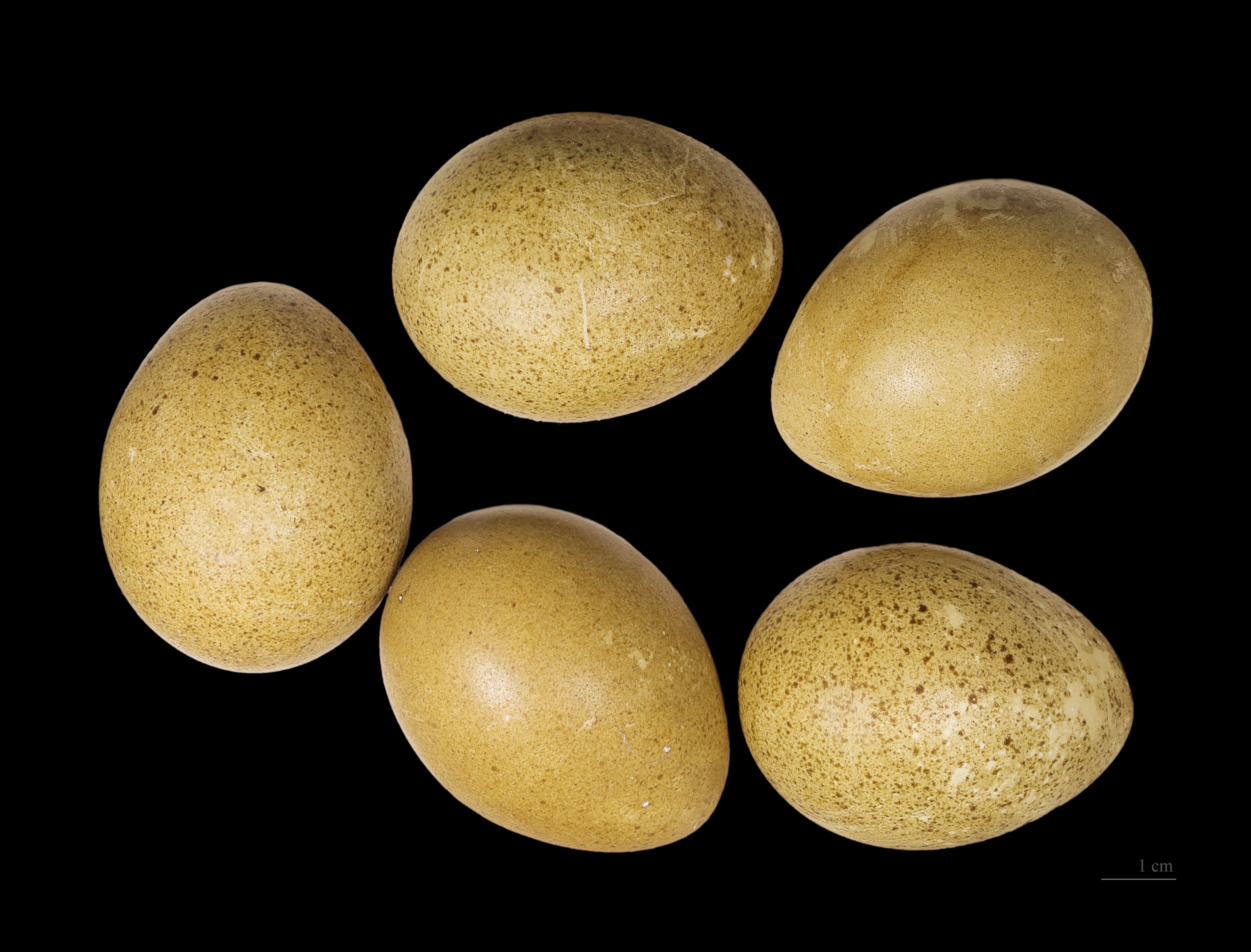
Tetrao urogallus urogallus

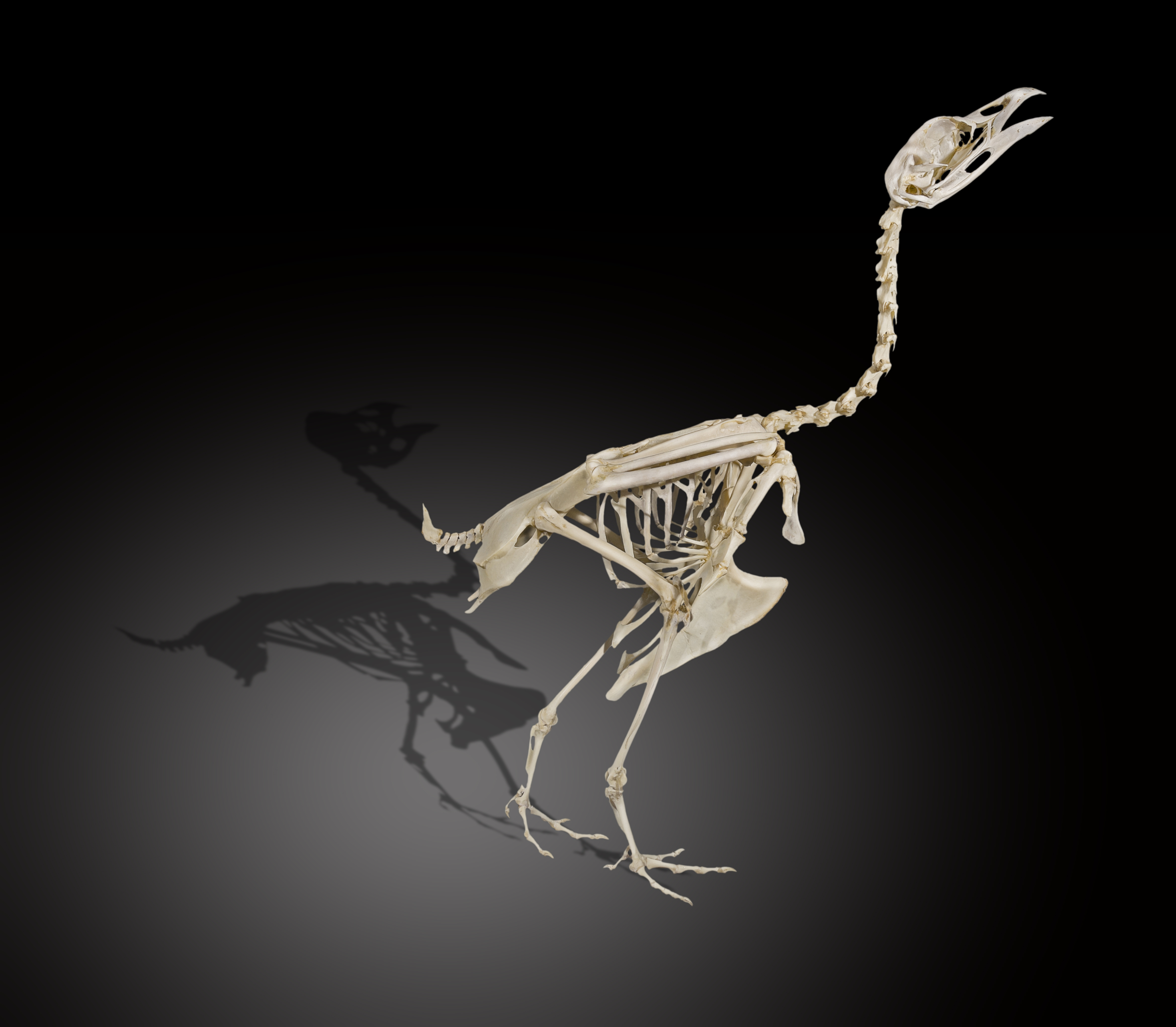
Tetrao urogallus

O Tetrao urogallus, comummente conhecido como tetraz-grande, é uma ave galiforme da família dos Tetraonídeos.

## Nomes comuns
Além de «tetraz-grande», esta espécie dá ainda pelos seguintes nomes comuns: tetraz (não confundir com as outras espécies dos géneros Tetrao, Centrocercus, Dendragapus e Lyrurus  que também dão por este nome comum), galo-da-floresta, galo-montês, tetraz-real e urogalo.

### Etimologia
Quanto ao nome científico desta espécie:
- O nome genérico, Tetrao, provém do latim, tĕtrăo, que  significa «faisão» ou «galinha-brava».[11]

- O epíteto específico, urogallus, também provém do neolatim, resultando da aglutinação dos étimos latinos ūro, que significa «que arde; ardente»[12], por alusão à coloração arruivada da fêmea desta espécie, e gallus[13], que significa «galo»[14]

## Descrição
Trata-se de uma espécie de galináceo de grandes dimensões, podendo chegar até aos 86 centímetros de comprimento.
Apresenta dimorfismo sexual, porquanto os machos se distinguem pela sua plumagem quase inteiramente preta, com reflexos verdes no peito, manchas vermelhas de torno dos olhos e bico branco, ao passo que as fêmeas são acastanhadas com reflexos arruivados e barras pretas pelo corpo, manchas arruivadas à volta dos olhos e bico cinzento. O macho também se caracteriza por poder exibir um rabo-de-leque.

## Distribuição
No entanto, este grande pássaro de caça foi, outrora, totalmente exterminado na Europa Ocidental, tendo recentemente sido reintroduzido.
Foi reintroduzido com sucesso, voltando a distribuir-se por toda a Europa, ainda que de modo irregular. Existe também uma população expressiva na Escandinávia.

### Portugal
Crê-se que esta espécie teria nidificado em Portugal, designadamente na serra do Gerês, julgando-se que a sua presença em território nacional se terá extinguido há cerca de 100 anos. As zonas de nidificação mais próximas de Portugal, situam-se em partes do Norte de Espanha, não havendo relatos de novas ocorrências recentes desta espécie em Portugal.

## Subespécies
- T. u. aquitanicus;
- T. u. cantabricus;
- T. u. grisescens;
- T. u. hiomanus;
- T. u. karelicus;
- T. u. kureikensis;
- T. u. lonnbergi;
- T. u. lugens;
- T. u. major;
- T. u. obsoletus;
- T. u. pleskei;
- T. u. rudolfi;
- T. u. taczanowskii;
- T. u. uralensis;
- T. u. urogallus;
- T. u. volgensis.